# Stokeley
Stokeley – debiutancki album studyjny amerykańskiego rapera Ski Mask the Slump God wydany 30 listopada 2018 roku przez Victor Victor Worldwide i Republic Records. Na albumie gościnnie wystąpili Juice WRLD, Austin Lam, Lil Baby i Lil Yachty.
W Stanach Zjednoczonych, Stokeley zadebiutował na 6 miejscu na liście USA Billboard 200, sprzedając się w 51 000 egzemplarzach, z czego 5 000 pochodziło ze sprzedaży samych albumów w pierwszym tygodniu.

## Lista utworów
Lista utworów i twórców  zaadaptowana z Tidal
| Nr  | Tytuł                               | Twórcy                                                                                                  | Muzyka                           | Czas  |
| --- | ----------------------------------- | --- | -------------------------------- | ----- |
| 1.  | „So High"                           | Ski Mask the Slump God, Adrian Lau, Antonio Hernandez, Elijah Rawk                                      | A. Lau, Tony Seltzer, Rawk       | 2:29  |
| 2.  | „Nuketown” (feat. Juice Wrld)       | Ski Mask the Slump God, Juice WRLD, Eric Wall                                                           | Fresh ThPharmacy                 | 2:46  |
| 3.  | „Foot Fungus”                       | Ski Mask the Slump God, Kenneth Blume III, Jahphet Landis, Calvin Broadus, Chad Hugo, Pharrell Williams | Kenny Beats, Roofeeo             | 2:09  |
| 4.  | „La La”                             | Ski Mask the Slump God, Edwin Morin, Eric Mullegger, Ronny J                                            | Ronny J, Tupun, Rico on the Keys | 2:27  |
| 5.  | „Unbothered”                        | Ski Mask the Slump God, Blume                                                                           | Kenny Beats                      | 2:18  |
| 6.  | „Save Me, Pt. 2” (feat. Austin Lam) | Ski Mask the Slump God, Austin Lam, Melvin Bass                                                         | Fresh ThPharmacy                 | 3:08  |
| 7.  | „Adluts Swim”                       | Ski Mask the Slump God, Chase Rose                                                                      | ChaseTheMoney                    | 1:46  |
| 8.  | „Far Gone” (feat. Lil Baby)         | Ski Mask the Slump God, Lil Baby, Murda Beatz, Brendon Binns                                            | Murda Beatz, Sool Got Hits       | 3:56  |
| 9.  | „Get Geeked”                        | Ski Mask the Slump God, Ebony Oshunrinde, Robert Mandell, Brendon Binns                                 | WondaGurl, Binnz, G Koop         | 1:45  |
| 10. | „Reborn to Rebel”                   | Ski Mask the Slump God, Lau, Hernandez, Madison Stewart                                                 | A.Lau, Tony Seltezer, MadisonLST | 2:31  |
| 11  | „Faucet Failure”                    | Ski Mask the Slump God, Rose, Kevin Gomringer, Tim Gomringer                                            | ChaseTheMoney, Cubeatz           | 2:25  |
| 12  | „U and I”                           | Ski Mask the Slump God, Lau, Luis Bello                                                                 | A.Lau, RubiRosa                  | 1:52  |
| 13  | „Cat Piss” (feat. Lil Yachty)       | Ski Mask the Slump God, Lil Yachty, Grant Decouto, Joshua Parker, Terence Williams                      | OG Parker, Deko, Tee Romano      | 2:46  |
|     |                                     | | Całkowita Długość:               | 32:18 |

## Skład
Zaadaptowano z Tidal
- Adrian Lau – nagrywki (utwory 1, 5, 10, 12)
- Fresh ThPharmacy – nagrywki (utwory 2, 4, 6, 8, 11, 13)
- Leighton "LG" Griffith – nagrywki (utwory 9)
- Alex Tumay – mix (utwory  1, 7, 9, 13)
- Thomas "Tillie" Mann – mix (utwory 8)
- Joe LaPorta – mastering (wszystkie utwory)

## Pozycja na listach
| Tytuł    | Informacje                                                                                          | Pozycja na listach | Pozycja na listach | Pozycja na listach | Pozycja na listach | Pozycja na listach | Pozycja na listach | Pozycja na listach | Pozycja na listach | Pozycja na listach | Pozycja na listach |
| Tytuł    | Informacje                                                                                          | USA                | USA R&B/HH         | USA Rap            | AUS                | CAN                | IRE                | NOR                | NZ                 | SWE                | UK                 |
| -------- | --------------------------------------------------------------------------------------------------- | ------------------ | ------------------ | ------------------ | ------------------ | ------------------ | ------------------ | ------------------ | ------------------ | ------------------ | ------------------ |
| Stokeley | - Wydany: 30 listopada 2018 - Wytwórnia: Victor Victor, Republic - Format: CD, LP, digital download | 6                  | 4                  | 4                  | 35                 | 11                 | 38                 | 13                 | 24                 | 24                 | 64                 |

| Lista (2019)                           | Pozycja |
| -------------------------------------- | ------- |
| USA Billboard 200                      | 122     |
| USA Top R&B/Hip-Hop Albums (Billboard) | 55      |

## Wyróżnienia i nagrody
- RIAA (USA) - Platyna[10]